# Leptotes semitetrica
Leptotes semitetrica är en fjärilsart som beskrevs av De Sagarra 1927. Leptotes semitetrica ingår i släktet Leptotes och familjen juvelvingar. Inga underarter finns listade i Catalogue of Life.